# Célula centroacinar
Células centroacinares são células em forma de fuso no pâncreas exócrino. São um prolongamento das células do ducto intercalar em cada ácino pancreático. Os ductos intercalares levam bicarbonato aos dusctos intralobulares que se tornam dusctos lubulares, os quais convergem para formar o ducto pancreático principal.